# Chironemus microlepis
Chironemus microlepis är en fiskart som beskrevs av Waite, 1916. Chironemus microlepis ingår i släktet Chironemus och familjen Chironemidae. Inga underarter finns listade i Catalogue of Life.